# Sölvesborg
Sölvesborg ist ein Ort (tätort) in der schwedischen Provinz Blekinge län und der historischen Provinz Blekinge. Er ist Hauptort der gleichnamigen Gemeinde.
Der Wohnplatz Ljungaviken in Sölvesborg zeigt Spuren einer 8000-jährigen Nutzung. Eisenzeitliche Spuren finden sich nordöstlich im Gräberfeld Skebbas Rör.
Die Ursprünge der Stadt liegen im Mittelalter. Das einzige noch bestehende Gebäude aus dieser Zeit ist die um das Jahr 1300 erbaute Nikolaikirche. Ein großer Teil der Innenstadt spiegelt noch heute den mittelalterlichen Straßenverlauf wider. In der Mitte des 19. Jahrhunderts erlebte Sölvesborg einen Aufschwung als Zentrum einer Region mit vielen Branntweinbrennereien.
Der Runenstein DR 356 steht vor dem Karnhaus der Sankt Nicolai Kirche von Sölvesborg. In Sölvesborg befindet sich auch der Stentoftestein ein Runenstein aus dem 6. Jahrhundert. Seine Inschrift lautet übersetzt: „Den Bewohnern von Nihua und den Beisassen von Nihua gab Hådulf ein gutes Jahr.“ Der Rest ist nicht verständlich. Ein Zusatz lautet: „Ich, Meister der Runen ritzte hier machtvolle Runen. Für immer behaftet mit Leid, dem Tod soll anheimfallen, der dieses Denkmal zerstört.“
Im Sommer ist Sölvesborg ein Touristenmagnet. Hierfür sind – neben der ansprechenden Umgebung – verschiedene Festivals verantwortlich, so zum Beispiel Killebom mit Mittelaltermarkt und anderen Kulturdarbietungen oder das Sweden Rock Festival.

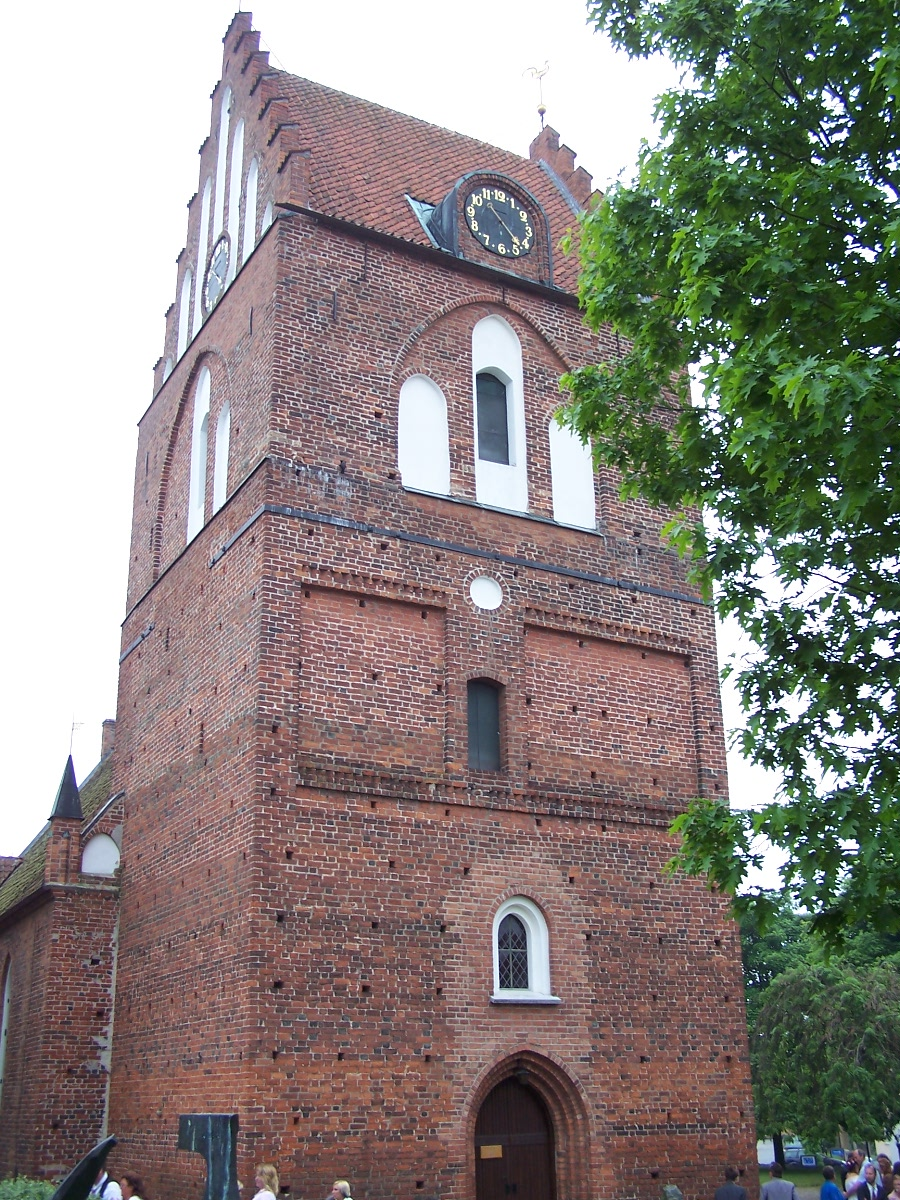
Sankt Nicolai in Sölvesborg
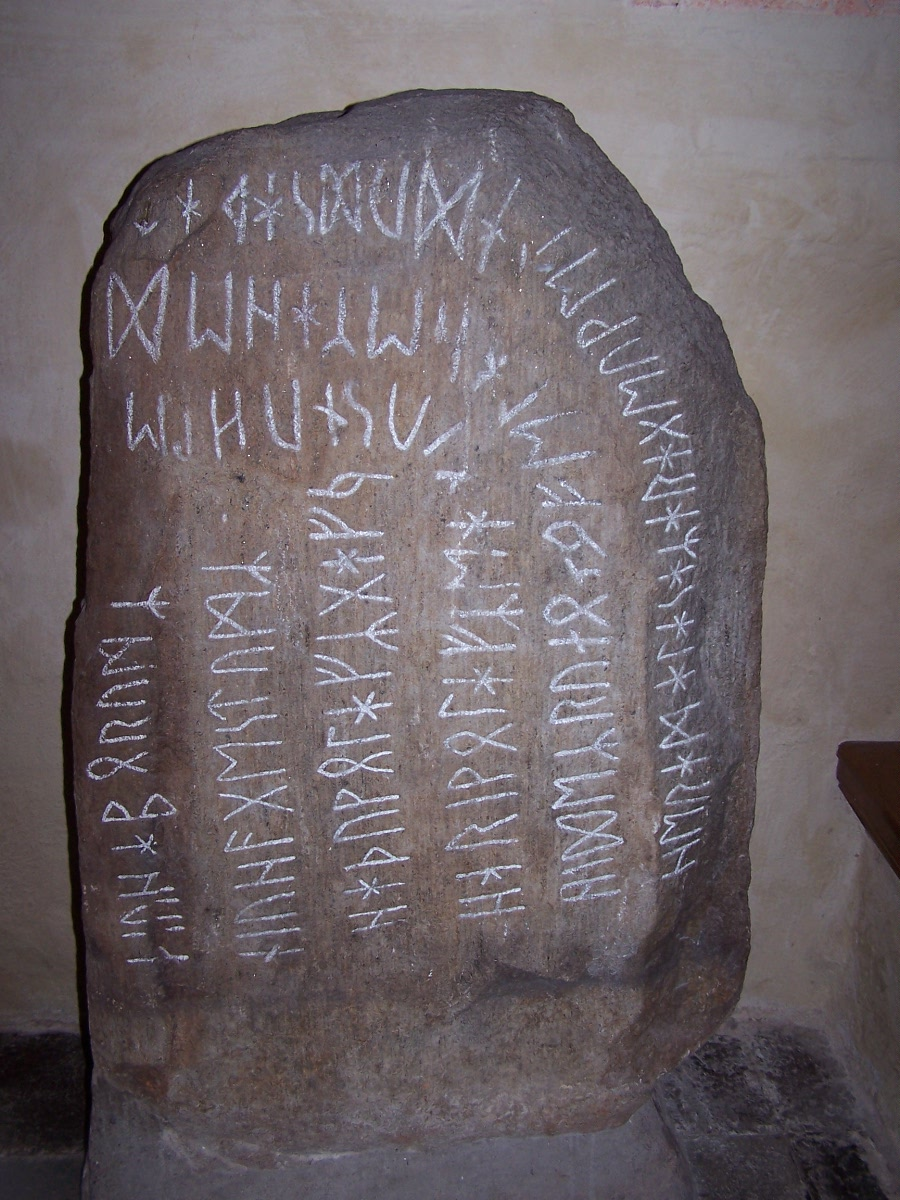
Stentoftenstein
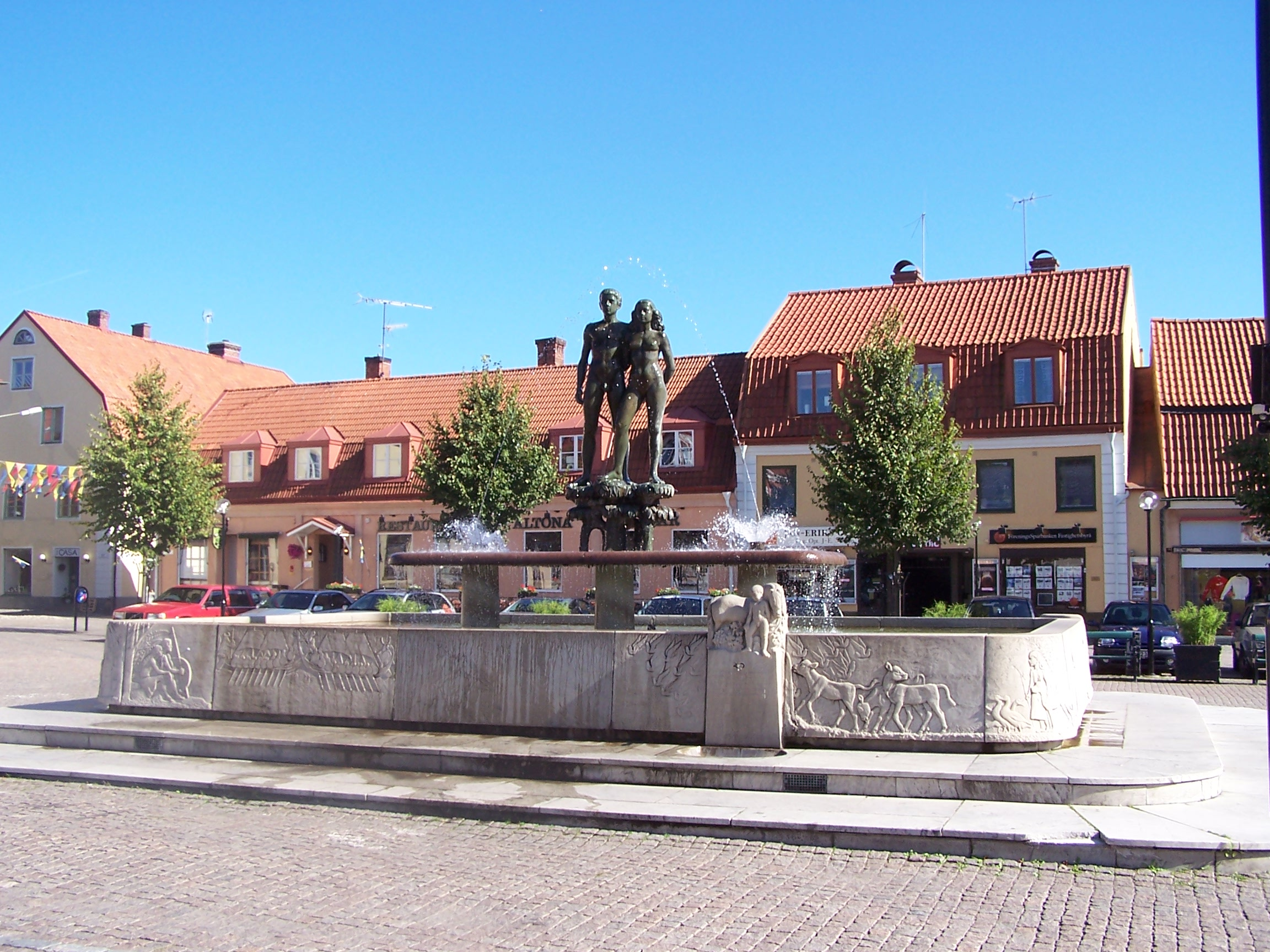
Brunnen von 1948 in Sölvesborg. Er stellt Ask und Embla dar.

## Mittelwellensendeanlage
In der Nähe von Sölvesborg befindet sich der Mittelwellensender Sölvesborg.

## Persönlichkeiten
- Erik Charpentier (1897–1978), Turner und Leichtathlet
- Tommy Danielsson (* 1959), Tischtennisspieler
- Amanda Ilestedt (* 1993), schwedische Fußballspielerin
- Adi Nalić (* 1997), bosnisch-schwedischer Fußballspieler